# Односумов, Дорофей Тимофеевич
Дорофей Тимофеевич Односумов (Односум)— советский хозяйственный, государственный и политический деятель, Герой Социалистического Труда.

## Биография
Родился в 1918 году в селе селе Витязевка. Член КПСС.
Участник Великой Отечественной войны в составе 280-го мотострелкового полка 185-й мотострелковой дивизии, воинское звание: сержант. С 1943 года — на хозяйственной, общественной и политической работе. В 1943—1974 гг. — агроном в колхозе в Молотовской области, председатель колхоза имени Сталина Верхне-Муллинского района, председатель колхоза «Россия» Пермского района Пермской области.
Указом Президиума Верховного Совета СССР от 23 июня 1966 года присвоено звание Героя Социалистического Труда с вручением ордена Ленина и золотой медали «Серп и Молот», орденом Ленина (23.06.1966), орденами Трудового Красного Знамени (28.04.1949; 23.06.1950), орденом «Знак Почёта» (08.04.1971), медалями, а также медалями ВСХВ (1955—1958).
Избирался депутатом Верхне-Муллинского районного, Пермского сельского и районного Советов депутатов трудящихся, делегат 3-го Всесоюзного съезда колхозников (1969).
Умер в селе Култаево в 1974 году.